# Eustachio Divini
Eustachio Divini (San Severino Marche, 4 de outubro de 1610 — San Severino Marche, 1685) foi um fabricante de instrumentos ópticos italiano em Roma.

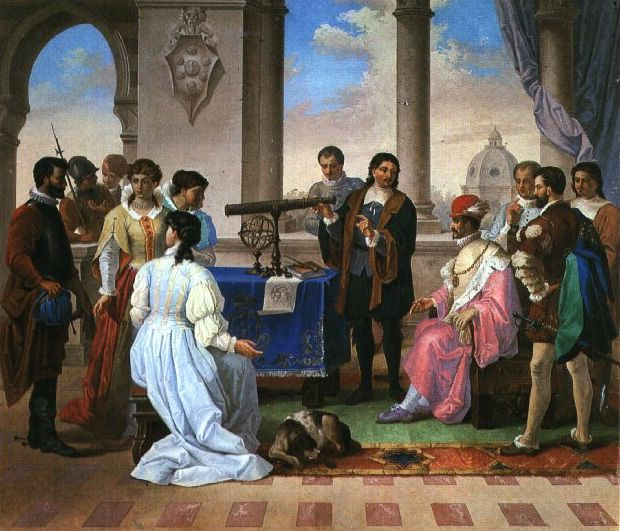
Divini na corte de Fernando II de Médici (M. Piervittori 1884)